# Vejrekstremer i Danmark
Vejrekstremer i Danmark omhandler de mest bemærkelsesværdige vejrfænomener i Danmark. Dette inkluderer skybrud, særligt kraftige storme og orkaner, stormfloder og temperaturekstremer, som er blevet registreret af DMI siden slutningen af 1800-tallet. København er blevet ramt af to kraftige skybrud de seneste år. Storme bliver inddelt i kategorier efter vindstyrke, og der er registreret i alt 13 i den højeste kategori siden 1891, hvoraf den seneste var Stormen Bodil i december 2013. Den højeste og laveste temperatur, der er målt i Danmark, er hhv. 36,4° og -31,2 °C.

## Nedbør

### Skybruddet den 2. juli 2011
Den 2. juli 2011 oplevede især København et voldsomt skybrud, hvor der faldt mellem 30 og 90 millimeter regn i løbet af et døgn. De store mængder vand gav mange trafikale gener og gav vandskader for en anslået værdi af flere milliarder kroner.

### Skybruddet den 31. august 2014
Tidligt om morgenen den 31. august 2014 faldt der over 100 millimeter regn i København og Nordsjælland. Private målinger viste op mod 160 millimeter, hvilket gør det til et af de kraftigste skybrud nogensinde i Danmark. Flere stationer stod under vand, mange veje var lukket og store dele af den kollektive trafik blev indstillet.

### Skybruddet den 21. maj 2019
Om formiddagen den 21. maj 2019 ramte et kraftigt skybrud Vest- og Sydvestsjælland. I Næstved faldt der over 50 millimeter regn, heraf 29 mm indenfor 30 minutter, mens Kalundborg fik omkring 40 millimeter, heraf 22,8 mm inden for en halv time.

### Skybruddet den 3. oktober 2023
Den 3. oktober 2023 oplevede 11,4 % af Danmark skybrud hvilket er det største areal der er blevet målt siden overvågningen startede i 2011. I Flensted ved Ry faldt der 75,8 mm nedbør.

### Skybruddet den 28. september 2024
Den 28. september 2024 blev Jylland ramt af store mængde nedbør, særligt området omkring Esbjerg og Vejle. Ved Esbjerg målte en regnstation 144,6 mm nedbør på et døgn, hvilket var blandt de fem højeste døgnmængder nogensinde målt i Danmark. Esbjergmotorvejen var spærret i en periode, og det samme var en række veje i Esbjerg. Vejle Å var omkring 2 m over normal vandstand, og en bro over Ålbæk Møllevej ved Bramming kollapsede. Flere butikker og boliger blev oversvømmet, og to dage efter var der indgivet 400 forsikringsanmeldelser i forbindelse med skybruddet.

## Storme
Danmarks Meteorologiske Institut har registreret storme i Danmark siden 1891, og i december 2013 var der i alt 173 storme og orkaner noteret. Stormene er blevet inddelt i kategorier efter deres styrke fra 1 til 4, hvor 4 er de kraftigste. Dette kræver at den gennemsnitlige vindhastighed i 10 minutter skal være målt til over 28,5 m/s. Der er kun registreret 13 storme i kategori-4 siden 1891.
Siden efteråret 2013 har danske storme fået navne, så de er nemmere at genkende fra hinanden. De bliver navngivet efter tre principper:
- Kort, så det fungerer i mediernes overskrifter: 1, 2, maksimalt 3 stavelser
- Nemt at udtale
- Ligefremt at stave

### Julestormen 1902
Stormen ramte 25.-26. december 1902. Mængde af data er stærkt begrænset, men den gennemsnitlige vindhastighed blev målt til 35 m/s henover en time ved en målestation inde i landet i Midtjylland. Stormen var ganske kraftig, men kortvarig og kom fra vest.

### Ulvsundstormen 1921
Stormen, som er blevet beskrevet som "orkanagtig", ramte landet d. 23. -24. oktober 1921. Dampskibet S.S. Ulvsund forliste i Øresund og hele mandskabet druknede. Dette førte til kritik af Meteorologisk Institut, da flere mente at ulykken kunne være blevet undgået med ordentlige analysemetoder og mere effektiv kommunikation.

### Oktober 1967
Den 17.-18. oktober ramte en storm/orkan Danmark fra vest. Omkring 750.000 træer væltede, heraf mange løvtræer fordi måneden var usædvanligt våd, og jorden derfor var løs. Ved Kegnæs på Als blev der målt orkanstyrke som middelvind, og i Værløse på Sjælland blev der rapporteret om vindstød over 40 m/s og i Kastrup over 35 m/s.

### Orkanen Low Q 1968
Baggrunden var en koldfront udenfor Bermuda 13. januar 1968. Den bevægede sig nord for Azorerne den følgende dag. 24 timer senere, havde stormen nået Skotland. Stormen fortsatte mod Europa, før den stoppede 18. januar. Otte mennesker blev dræbt af storm i Danmark.

### Januar 1976
En storm omkring orkanstyrke ramte det sydvestlige Jylland d. 3. januar 1976, og man evakuerer områder omkring Ribe og Tønder af frygt for oversvømmelser. Flere fiskere omkommer under stormen.

### November 1981
Den 24.-25. november ramte en meget kraftig orkan landet fra vest. Orkanen var skabt af et lavtryk, der bevægede sig fra Skotland til den sydlige del af Norge og videre østpå mod Sverige. Der blev målt vindstød over 40 m/s og flere diger i Sønderjylland bristede. Mindst én person druknede. Store områder med skov fik træerne fældet af stormen. I Thisted blev taget revet af nogle boligblokke, og en af bygningerne revnede, og beboerne måtte evakueres. Stormen lavede også det største dokumenterede tornadoudbrud i Europa dagen før, med 104 tornadoer på under seks timer i Storbritannien en:1981 United Kingdom tornado outbreak .

### Januar 1983
En storm/orkan ramte det meste af landet d. 18. januar 1983. Stormen er fik omkring 250 m² af taget på Christiansborg til at blæse af, og to mennesker blev dræbt. Yderligere en person blev alvorligt kvæstet.

### Januar 1984
En kraftig storm, der kom fra Skotland nåede Danmark d. 13. januar, hvor der blev målt middelvindhastigheder på 21-32 m/s. Enkelte steder kom vindstødene op på 40 m/s.

### Januar 1990
Fra Irland trak en storm til Skagerrak d. 25.-26. januar og der blev registreret vindhastigheder op til 36 m/s.

### Februar 1990
En kraftig storm ramte Danmark d. 26. februar, da et lavtryk passerede landet og forårsagede kraftige vindstød og stormflod langs den jyske vestkyst. Lavtrykket stammede fra de Britiske Øer.

### Januar 1991
En storm fra de Britiske Øer nåede Danmark fra vest, hvilket afstedkom store oversvømmelser langs Vestkysten, og både Ribe Å og Kongeåen gik over deres bredder. En enkelt fisker døde under stormen.

### Decemberorkanen 1999
Danmark blev, sammen med Nordtyskland og det sydvestligste Sverige, ramt af orkanen der internationalt kendes som Anatol, men som i Danmark oftest blot omtales Decemberorkanen. Den var ansvarlig for de indtil da kraftigste vindstød nogensinde målt i Danmark – op til 51 meter i sekundet på Rømø. Rekorden blev først slået i 2013 af Oktoberstormen.
Orkanen kostede syv mennesker livet og forårsagede skader for op mod 17 millarder kroner. Orkanen betragtes som den kraftigste orkan, som har ramt Danmark.

### Januarstormen 2005
Den 8. januar blev Danmark ramt af den kraftigste storm siden 1999. I alle landsdele blev der målt vindstød af orkanstyrke, mens det alene var langs Vestkysten og i Vendsyssel at middelvindhastigheden nåede over 32,6 m/s, som er grænsen for orkan. Kraftigste vindstød på 46 m/s blev målt ved Hanstholm. Vindstyrken nåede ikke op på samme niveau som i december 1999, men til gengæld var det denne gang hele landet, som blev ramt.
Værst gik det ud over flere byer ved Limfjorden, hvor især Løgstør blev hårdt ramt med en vandstand på 2,26 m over normalen. 
Stormen kostede fire mennesker livet. En bilist omkom i Odense under et væltet træ, to døde efter at være blevet ramt af tagsten i Assens og en person omkom af slaget fra et væltet træ i Roskilde.

### Oktoberstormen 2013 (Stormen Allan)
Oktoberstormen 2013 var en kortvarig storm, der ramte dele af Nordeuropa den 28. oktober 2013. Under stormen blev der målt vindstød af orkanstyrke, i Sønderjylland på 53,5 meter i sekundet, hvilket er dansk rekord. Stormen fik navnet Allan.

### Stormen Bodil 2013 (Decemberstormen 2013)
Den 5. december 2013 skabte et lavtryk nordvest for Danmark, et kraftigt stormvejr i Danmark. Stormen blev navngivet Bodil, efter en beslutning fra Klimaministeriet En enkelt person omkom, og Vikingeskibsmuseet i Roskilde var ved at blive oversvømmet, som følge af stormflod.

### Stormen Dagmar
Den 9. januar 2015 kom en storm fra vest indover Jylland og videre igennem landet. De højeste vindstød blev målt til 35 m/s i Skrydstrup ved Vojens i Sønderjylland.
Dagmar var den ene af to såkaldte tvillingestorme, hvor den anden, kaldet Egon, kom dagen efter.

### Stormen Egon
Den. 10. januar, dagen efter Stormen Dagmar havde ramt landet, kom endnu en storm, hvilket gjorde de to storme til de relativt sjældne tvillingestorme. Stormen blev navngivet Egon i Danmark, men kaldtes Nina i Norge, hvor en færge fra Hirtshals mod Bergen måtte vende om og sejle til Stavanger for at komme i havn. De højeste vindstød blev målt til 37,5 m/s ved Hanstholm omkring kl 20. Adskillige færgeruter var indstillet og Storebæltsbroen var lukket i 14 timer. I Lemvig blev mere end 100 beboere evakueret som følge af en vandstand, der var næsten 2 meter over normalen.

### Stormen Freja
Stormen Freja var en storm der ramte Danmark den 7. november 2015.

### Stormen Gorm
Stormen Gorm var en storm der ramte Danmark den 29. november 2015. Flere broer blev lukket og 37.000 mennesker i Østjylland var uden strøm i en periode grundet ødelagte højspændingsledninger.

### Stormen Helga
Stormen Helga var en storm af orkanstyrke der ramte Danmark den 4. december 2015, primært i Nordsjylland, hvor de højeste vindstød blev målt til 34,5 m/s.

### Stormen Urd
Stormen Urd var en storm der ramte Danmark den 25. og 26. december 2016, og flere dele af Nordeuropa. De højeste vindstød i Danmark blev målt til 37,8 m/s 

### Stormen Ingolf
Stormen Ingolf var en storm der ramte Danmark og det sydlige Skandinavien den 29. oktober 2017.

### Stormen Johanne
Stormen Johanne var en storm der ramte Danmark i Nordvestjylland d.9-10. august 2018 med en middelvind på 26,4 m/s ved Rønbjerg Huse ud til Limfjorden og højeste vindstød på 34,4 m/s. Stormen var atypisk grundet tidspunktet på året, hvor der normalt ikke forekommer voldsomt vejr.

### Stormen Knud
Stormen Knud ramte Danmark 21. september 2018.

### Stormen Alfrida
Stormen Alfrida ramte Danmark 2. januar 2019. Den var blevet navngivet i Sverige, hvor den også hærgede.

### Stormen Laura
Stormen Laura ramte Danmark d. 12. marts 2020.

### Stormen Malik
Stormen Malik ramte Danmark d. 29. og 30. januar 2022

### Stormen Nora
Stormen Nora ramte Danmark d. 18. februar 2022

### Stormen Otto
Stormen Otto ramte Danmark d. 17. februar 2023

### Stormen Pia
Stormen Pia ramte Danmark d. 21. og 22. december 2023

### Stormen Rolf
Stormen Rolf ramte Danmark d. 22. og 23. februar 2024

## Historiske stormfloder
| Stormflod                         | Beskrivelse |
| --------------------------------- | --- |
| Den store manddrukning 1362       | Ifølge overleveringerne omkom der mere end 10.000- 15.000 mennesker i Nederlandene, Tyskland og Danmark, hvilket dog et urealistisk højt tal.[kilde mangler] Den nordfrisiske by Rungholt forsvandt i havet.        |
| Allehelgensflod 1436              | Den nordfrisiske by Ejdum på Sild forsvandt i havet. |
| Den anden store manddrukning 1634 | Stormfloden hærgede hele vestkysten. Mellem 8.000 og 15.000 mennesker omkom. Den gamle ø Strand gik under. |
| Stormfloden i 1825                | Stormfloden ramte især det vestlige Sønderjylland med halligerne, ca 800 personer druknede, Agger Tange blev gennembrudt                                                                                            |
| Østersø-stormfloden 1872          | Store dele af Lolland og Falster blev oversvømmet. 80 mennesker omkom, og 50 skibe strandede på Sjællands østkyst. Også det Sydfynske øhav, Jyllands østkyst og de jyske fjorde var hårdt ramt af oversvømmelserne. |
| Stormfloden i Nordsøen 1953       | Stormfloden hærgede hele vestkysten. Et digebrud i Nederlandene var årsag til en katastrofe med omkring 2.000 dødsofre til følge. Også Storbritannien, Belgien og Frankrig oplevede ødelæggende oversvømmelser.     |
| Stormfloden i Nordtyskland 1962   | Stormfloden hærgede især den tyske kyst og Hamborg. |
| Stormfloden 2023                  | Stormfloden hærgede det sydlige Danmark og det nordlige Tyskland. |

## Temperaturer
Nedenstående oversigt angiver de absolut højeste og laveste temperaturer i Danmark for hver måned i året siden 1874. Med rød og blå baggrund er markeret de absolut varmeste og koldeste temperaturer der nogensinde er målt i landet.
| Temperatur DK | Laveste temperaturer | Laveste temperaturer | Laveste temperaturer | Højeste temperaturer | Højeste temperaturer | Højeste temperaturer         |
| Måned         | °C                   | År                   | Lokalitet            | °C                   | År                   | Lokalitet                    |
| ------------- | -------------------- | -------------------- | -------------------- | -------------------- | -------------------- | ---------------------------- |
| Januar        | -31,2                | 1982                 | Hørsted/Thy          | 12,6                 | 2023                 | Abed på Lolland              |
| Februar       | -29,0                | 1942                 | Brande               | 15,8                 | 1990 og 2019         | København og Aarhus lufthavn |
| Marts         | -27,0                | 1888                 | Søndersted v/Holbæk  | 22,2                 | 1990                 | Karup                        |
| April         | -19,0                | 1922                 | Store Vildmose       | 28,6                 | 1993                 | Holbæk                       |
| Maj           | -8,0                 | 1900                 | Gludsted Plantage    | 32,8                 | 1892                 | Herning                      |
| Juni          | -3,5                 | 1936                 | Klosterhede Plantage | 35,5                 | 1947                 | Hillerød                     |
| Juli          | -0,9                 | 1903                 | Gludsted Plantage    | 35,9                 | 2022                 | Abed på Lolland              |
| August        | -2,0                 | 1885                 | Varde                | 36,4                 | 1975                 | Holstebro                    |
| September     | -5,6                 | 1886                 | Aalborg              | 32,3                 | 1906                 | Randers                      |
| Oktober       | -11,9                | 1880                 | Thorstedlund         | 26,9                 | 2011                 | Store Jyndevad               |
| November      | -21,3                | 1973                 | Egvad v/Tarm         | 18,5                 | 1968                 | Faksinge v/Præstø            |
| December      | -25,6                | 1981                 | Døvling              | 14,5                 | 1953                 | Nordby (Fanø)                |

Det er værd at bemærke, at Danmark har oplevet frost i samtlige tolv kalendermåneder. Og ligeledes, at samtlige kalendermåneder har haft tocifrede plusgrader.